# Wójtowa Wieś (Opole)

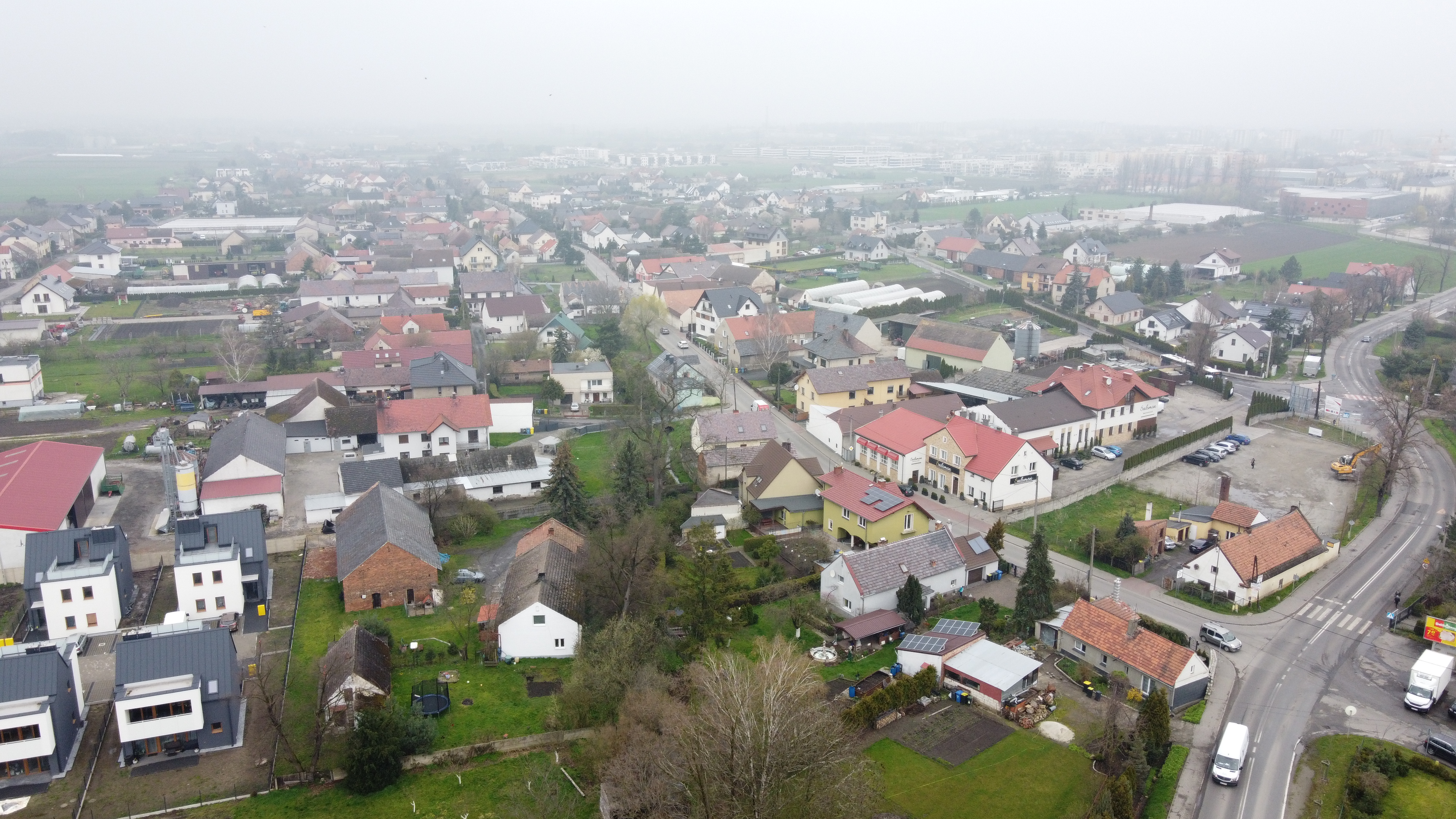
Blick über das Dorf

Wójtowa Wieś (deutsch Vogtsdorf) ist ein Stadtteil der kreisfreien Stadt Oppeln in der polnischen Woiwodschaft Oppeln.

## Geographie

### Geographische Lage
Das Angerdorf Wójtowa Wieś liegt etwa vier Kilometer südwestlich der Innenstadt von Oppeln auf der linken Uferseite vom Flutkanal, einem künstlichen Seitenarm der Oder. Wójtowa Wieśliegt in der Nizina Śląska (Schlesischen Tiefebene) innerhalb der Równina Opolska (Oppelner Ebene). Durch das Dorf fließt der Bach Olszanka, der östlich von Wójtowa Wieś in den Flutkanal mündet. Auf der gegenüberliegenden Seite des Flutkanals liegt die Bolko-Insel.
Westlich der Ortschaft verläuft die Bahnstrecke zwischen Oppeln und Neisse. Weiterhin verlaufen durch die Ortschaft die Landesstraße 45 sowie die Woiwodschaftsstraße Droga wojewódzka 414. 

### Nachbargemeinden
Wójtowa Wieś grenzt im Norden an Szczepanowice (Szczepanowitz), im Süden an Winau (Winów) sowie im Westen an Chmiellowitz (Chmielowice).

## Geschichte

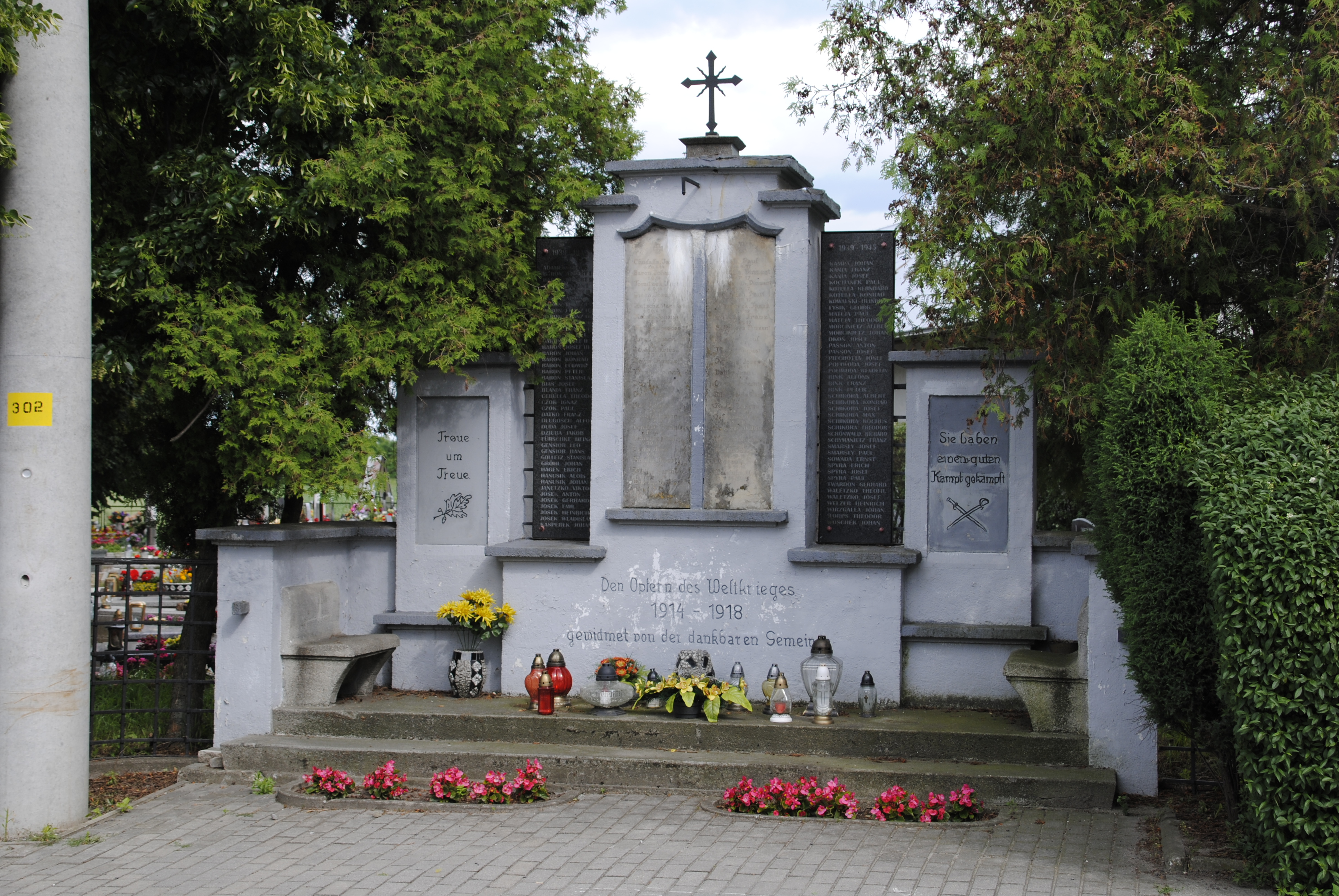
Kriegsdenkmal für die Gefallenen Dorfbewohner beider Weltkriege

Das Dorf wurde 1308 erstmals als advocati villa erwähnt. 1471 wurde der Ort urkundlich als Vogtsdorf erwähnt. Der Name stammt daher, weil das Dorf für den Unterhalt der Vögte, in diesem Fall den Bürgermeister von Oppeln, zuständig war. Weitere Erwähnungen der Ortschaft erfolgten 1532 als Foytschdorf und 1636 als Woytowawies. 
Nach dem Ersten Schlesischen Krieg 1742 fiel Vogtsdorf mit dem größten Teil Schlesiens an Preußen. 
Nach der Neuorganisation der Provinz Schlesien gehörte die Landgemeinde Vogtsdorf ab 1816 zum Landkreis Oppeln im Regierungsbezirk Oppeln. 1845 bestanden im Dorf eine katholische Schule sowie weitere 74 Häuser. 1845 lebten in Vogtsdorf 461 Menschen, davon eine Person evangelisch. 1861 zählte der Ort 534 Einwohner. 1865 zählte Vogtsdorf 10 Bauern, 36 Halbbauern, 2 Freigärtner und 31 Häusler. Der Ort gehörte zur Pfarrei in Oppeln. Im Ort befand sich eine eigene Schule mit 90 Schülern. 1874 wurde der Amtsbezirk Sczepanowitz gegründet, welcher die Landgemeinden Chrzowitz, Follwark, Gorrek, Sczepanowitz, Vogtsdorf und Winau sowie die Gutsbezirke Sczepanowitz Domäne und Winau Domäne umfasste.
Bei der Volksabstimmung in Oberschlesien am 20. März 1921 stimmten 421 Wahlberechtigte für einen Verbleib bei Deutschland und 305 für Polen. Vogtsdorf verblieb beim Deutschen Reich. 1933 lebten im Ort 1387 Einwohner. 1939 hatte der Ort 1657 Einwohner. Bis 1945 befand sich der Ort im Landkreis Oppeln.
1945 kam der bisher deutsche Ort unter polnische Verwaltung, wurde in Wójtowa Wieś umbenannt und der Woiwodschaft Schlesien angeschlossen. Von 1945 bis 1954 war der Ort Sitz der Gemeinde Wójtowa Wieś. 1950 kam der Ort zur Woiwodschaft Oppeln. 1975 wurde der Ort in die Stadt Oppeln eingemeindet und in Wójtowa umbenannt. 1997 wurde der Ort während des Oderhochwassers überflutet. 2004 erhielt der Ort wieder den Namen Wójtowa Wieś.

## Sehenswürdigkeiten
- Denkmal für die Gefallenen des Ersten Weltkriegs
- Straßenkapelle in der ul. Jana Kwoczka
- Wegekreuz von 1931 in der ul. Jana Kwoczka
- Friedhofskapelle

## Vereine
- Deutscher Freundschaftskreis
- Freiwillige Feuerwehr OSP Szczepanowice-Wójtowa Wieś

## Söhne und Töchter des Ortes
- Beate Mainka-Jellinghaus (* 27. Juli 1936) – deutsche Schnittmeisterin